# Irene Camber
Irene Camber (n. 12 februarie 1926, Trieste, Regatul Italiei – d. 23 februarie 2024, Lissone, Lombardia, Italia) a fost o scrimeră italienă specializată la floretă. A cucerit o medalie de aur la Jocurile Olimpice de vară din 1952 din Helsinki și o medalie de bronz la cele din 1960 de la Tokyo. A fost și campioană mondială la individual în 1953 și pe echipe în 1957.

## Carieră
S-a apucat de scrimă la vârsta de opt ani pentru a urma pașii fratelui mai mare. În 1942, sub îndrumarea maestrului Carlo de Palma, a ajuns în finală la Campionatul național al Italiei. A fost nevoită să-și întrerupă pregătirea în timpul celui de-al Doilea Război Mondial și s-a dedicat la studiile de chimie industrială și de pian la Padova. La scurt timp după ce a preluat scrima în 1947, a participat la Olimpiada de la Londra, unde a fost învinsă în primul tur grupelor. 
În 1952, a creat surpriza când a cucerit medalia de aur, după ce a învins-o pe dubla campioană olimpică Ilona Elek, scorul fiind 4–3. În anul următor a devenit campioană mondială la Bruxelles. S-a căsătorit cu Giacomo Corno, cu care a avut trei fii. Fiind gravidă în perioada respectivă, nu a luat parte la Olimpiada din 1956 de la Melbourne, dar a cucerit o medalie de bronz la cea din 1960 de la Tokyo.
După ce s-a retras, a devenit antrenoare a lotului național feminină al Italiei. Sub îndrumarea sa, Antonella Ragno a câștigat medalia de aur la Jocurile Olimpice din 1972.

## Legături externe
- en Irene Camber la Olympedia.org

  Materiale media legate de Irene Camber la Wikimedia Commons